# Прапор Степані
Прапор Сте́пані — офіційний символ селища міського типу Степань. Затверджений 28 січня 1998 року сесією Степанської селищної ради.

## Опис
Квадратне полотнище, на зеленому тлі жовта 6-ти променева зірка, обабіч неї дві жовті 6-променеві зірки меншого розміру, під ними білий півмісяць, над ними — жовта острога; від древка та з вільного краю прапор має жовті лиштви (шириною в 1/5 сторони прапора).

## Автори
Автори — А. Б. Гречило та Ю. П. Терлецький.